# Allorhadinorhynchus segmentatum
Allorhadinorhynchus segmentatum is een soort haakworm uit het geslacht Allorhadinorhynchus. De worm behoort tot de familie Diplosentidae. Allorhadinorhynchus segmentatum werd in 1959 beschreven door Yamaguti.